# Вешки (Никифоровское сельское поселение)
Вешки — деревня в Устюженском районе Вологодской области.
Входит в состав Никифоровского сельского поселения, с точки зрения административно-территориального деления — в Никифоровский сельсовет.
Расстояние до районного центра Устюжны по автодороге — 20 км, до центра муниципального образования посёлка Даниловское по прямой — 5 км. Ближайшие населённые пункты — Веницы, Еремейцево, Жихнево, Загорье.
По переписи 2002 года население — 6 человек.